# 1er nivôse
1er frimaire 1er pluviôse
Le primidi 1er nivôse, officiellement dénommé jour de la tourbe, est le 91e jour de l'année du calendrier républicain.
C'était généralement le 21e jour du mois de décembre dans le calendrier grégorien.